# انفجار (فیلم ۱۹۸۱)
انفجار (به انگلیسی: Blow Out) یک فیلم در سبک هیجان انگیز، نئونوآر و رازآلود ساخت آمریکا در سال ۱۹۸۱ است که توسط برایان دی پالما نوشته و کارگردانی شده‌است. در این فیلم جان تراولتا در نقش جک تری، تکنسین جلوه‌های صوتی فیلم اهل فیلادلفیا بازی می‌کند که در حین ضبط صدا برای یک فیلم اسلشر با بودجه کم، به‌طور ناگهانی شواهدی صوتی ترور یک نامزد ریاست جمهوری را ضبط می‌کند. نانسی آلن در نقش سالی بدینا، زن جوانی که در این جنایت درگیر است، بازی می‌کند. بازیگران مکمل جان لیثگو و دنیس فرانتز هستند. شعار اصلی فیلم در تبلیغات این بود: «قتل صدایی مختص خود دارد».
این فیلم که مستقیماً بر اساس فیلم سال ۱۹۶۶ آگراندیسمان (ساختن میکل‌آنجلو آنتونیونی) ساخته شده‌است، محیط ضبط صدا را جایگزین محیط عکاسی فیلم اصلی می‌کند. ایده فیلم انفجار زمانی به ذهن دی پالما خطور کرد که او در حال کار بر روی فیلم مهیج در لباسی خیره‌کننده (۱۹۸۰) بود. فیلم در اواخر پاییز و زمستان ۱۹۸۰ در مکانهای مختلف فیلادلفیا با بودجه نسبتاً قابل توجه ۱۸ میلیون دلار فیلمبرداری شد.
انفجار علیرغم دریافت استقبال عمدتاً مثبت منتقدان، برای تعداد کمی از تماشاچیان اکران شد. بازی تراولتا و آلن، کارگردانی دی پالما و سبک بصری فیلم به عنوان نقاط قوت فیلم ذکر شدند. منتقدان همچنین بر ارتباط سبکی و روایی فیلم را با آثار آلفرد هیچکاک، که دی پالما او را تحسین می‌کند، و فیلم‌های جالو صحه گذاشتند. این فیلم با گذشت سالها از اکران اولیه خود در سینما، به عنوان یک فیلم کالت شناخته شده و توسط مجموعه کرایتریون در شبکهٔ خانگی منتشر شد. این کار، علاقه دوباره مردم به فیلم را برانگیخت.